# Tên lửa đạn đạo tầm trung-xa

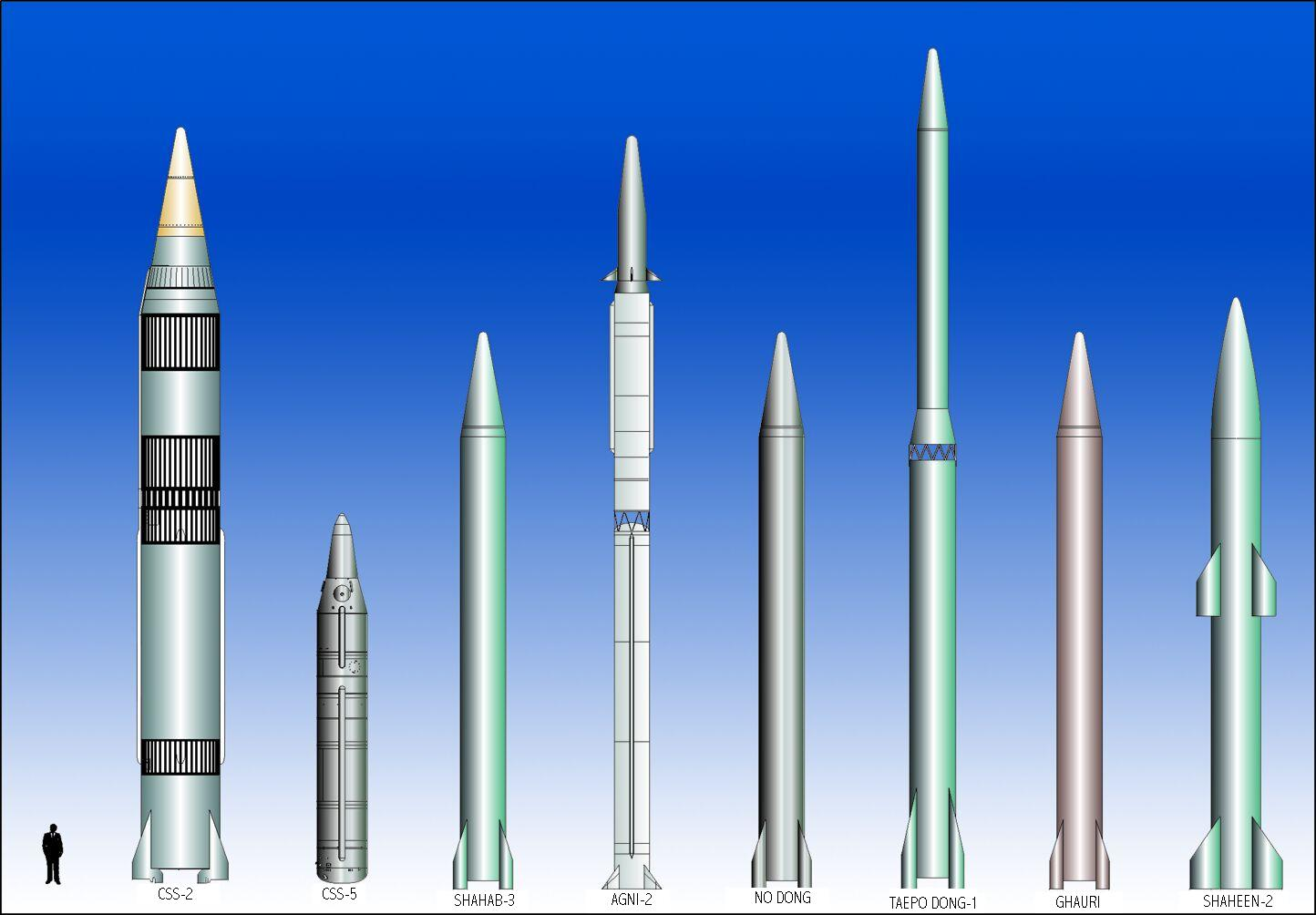
Các loại tên lửa IRBM và MRBM

Tên lửa đạn đạo tầm trung-xa (IRBM) là loại tên lửa đạn đạo có tầm bắn từ 3.000 đến 5.500 km (1.864–3.418 dặm), nằm ở khoảng giữa tên lửa đạn đạo tầm trung (MRBM) và tên lửa đạn đạo liên lục địa (ICBM). Việc phân loại tên lửa đạn đạo theo tầm bắn chủ yếu là để thuận tiện; về nguyên tắc, có rất ít sự khác biệt giữa ICBM hiệu suất thấp và IRBM hiệu suất cao, bởi vì khi giảm khối lượng IRBM có thể làm tăng tầm bắn của nó vượt qua ngưỡng ICBM. Định nghĩa về tầm bắn trong bài viết này đã được sử dụng bởi Cơ quan Phòng thủ Tên lửa Hoa Kỳ. Nhiều nguồn khác còn phân loại thêm nhóm tên lửa đạn đạo tầm xa (LRBM) để mô tả các tên lửa có tầm bắn giữa IRBM và ICBM. Một thuật ngữ hiện đại là tên lửa đạn đạo mặt trận dùng để mô tả tên lửa đạn đạo có tầm bắn dưới 3.500 km (2.175 dặm), gồm có MRBM và SRBM.

## Lịch sử
Tiền thân của IRBM là tên lửa A4b trang bị cánh để tăng tầm bắn và phát triển dựa trên tên lửa V-2 do Wernher von Braun thiết kế; Đức Quốc Xã sử dụng rộng rãi V-2 vào cuối Thế chiến II để tấn công các thành phố của Anh và Bỉ. A4b là nguyên mẫu cho tầng trên của tên lửa A9/A10. Mục tiêu của chương trình này là chế tạo một loại tên lửa có khả năng bắn phá New York khi phóng từ Pháp hoặc Tây Ban Nha. A4b được thử nghiệm vài lần vào tháng 12 năm 1944, tháng 1 và tháng 2 năm 1945. Tất cả các tên lửa này đều sử dụng nhiên liệu lỏng. A4b sử dụng hệ thống dẫn đường quán tính, còn A9 sẽ được điều khiển bởi phi công. Cả hai loại đều được phóng từ bệ phóng cố định.
Sau Thế chiến II, von Braun và các nhà khoa học hàng đầu Đức Quốc Xã bí mật chuyển đến Mỹ để làm việc trực tiếp cho Quân đội Mỹ thông qua Chiến dịch Kẹp giấy. Họ đã phát triển tên lửa V-2 thành vũ khí cho Hoa Kỳ.
IRBM hiện đang được được sử dụng bởi Trung Quốc, Ấn Độ, Israel và Triều Tiên.

## Tên gọi
Không có sự phân biệt rõ ràng nào được thống nhất giữa tên lửa tầm trung-xa và tên lửa tầm trung (MRBM), hai loại này có sự trùng lặp. Các nguồn khác nhau sẽ phân loại tên lửa theo những cách khác nhau. Điểm chung của cả hai là đều có tầm bắn nhỏ hơn tên lửa liên lục địa (ICBM), do đó chúng sẽ phải cần được đặt ở vị trí phóng tương đối gần mục tiêu. Nhìn chung, IRBM được xem là vũ khí chiến lược, còn MRBM là tên lửa đạn đạo mặt trận.

## Danh sách
| Năm ra mắt | Tên                                                       | Tầm bắn (km) | Tầm bắn tối đa (km)          | Quốc gia                |
| ---------- | --------------------------------------------------------- | ------------ | ---------------------------- | ----------------------- |
| 1959       | PGM-17 Thor                                               | 1.900        | 2.820                        | Hoa Kỳ, Vương quốc Anh  |
| Đã hủy bỏ  | Blue Streak                                               | 3.700        |                              | Vương quốc Anh          |
| 1962       | R-14 Chusovaya (SS-5)                                     | 3.700        |                              | Liên Xô                 |
| 1970       | DF-3A                                                     | 4.000        | 5.000                        | Trung Quốc, Ả Rập Xê Út |
| 1976       | RSD-10 Pioneer (SS-20)                                    | 5.500        |                              | Liên Xô                 |
| 1980       | S3                                                        | 3.500        |                              | Pháp                    |
| 2004       | DF-25                                                     | 3.200        | 4.000                        | Trung Quốc              |
| 2006       | Agni-III                                                  | 3.500        | 5.000                        | Ấn Độ                   |
| 2007       | DF-26                                                     | 3.500        | 5.000                        | Trung Quốc              |
| 2010       | Hwasong-10/RD-B Musudan                                   | 2.500        | 4.000 (chưa được kiểm chứng) | Bắc Triều Tiên          |
| 2011       | Agni-IV                                                   | 4.000        |                              | Ấn Độ                   |
| 2010       | K-4                                                       | 3.500        |                              | Ấn Độ                   |
| 2017       | Hwasong-12/KN-17                                          | 3.700        | 6.000                        | Bắc Triều Tiên          |
| 2007       | Shahab-5                                                  | 4.000        | 4.300                        | Iran                    |
| 2023       | Hyunmoo-5                                                 | 3.000        | 5.500                        | Hàn Quốc                |
| 2024       | Long-Range Hypersonic Weapon (Vũ khí Siêu vượt âm Tầm xa) |              | hơn 2.875                    | Hoa Kỳ                  |